# Aylette Buckner
Aylette Buckner (* 21. Juli 1806 in Greensburg, Kentucky; † 3. Juli 1869 in Lexington, Kentucky) war ein US-amerikanischer Politiker. Zwischen 1847 und 1849 vertrat er den Bundesstaat Kentucky im US-Repräsentantenhaus.

## Leben
Aylette Buckner, Sohn des Kongressabgeordneten Richard Aylett Buckner (1763–1847), besuchte das New Athens Seminary. Nach einem anschließenden Jurastudium und seiner Zulassung als Rechtsanwalt begann er in Greensburg in diesem Beruf zu arbeiten. Politisch wurde er Mitglied der Whig Party. In den Jahren 1842 und 1843 saß er als Abgeordneter im Repräsentantenhaus von Kentucky.
Bei den Kongresswahlen des Jahres 1846 wurde Buckner im vierten Wahlbezirk von Kentucky in das US-Repräsentantenhaus in Washington, D.C. gewählt, wo er am 4. März 1847 die Nachfolge von Joshua Fry Bell antrat. Da er bei den folgenden Wahlen dem Demokraten George Caldwell unterlag, konnte er bis zum 3. März 1849 nur eine Legislaturperiode im Kongress absolvieren. In dieser Zeit endete der Mexikanisch-Amerikanische Krieg. Nach seiner Zeit im US-Repräsentantenhaus zog Buckner nach St. Louis in Missouri, wo er als Anwalt praktizierte. Im Jahr 1864 kehrte er nach Lexington zurück. Dort ist er am 3. Juli 1869 auch verstorben.